# Евроамериканци
Евроамериканци или бели американци са гражданите или жителите на САЩ, които произхождат от населението на Европа. Една част от евроамериканците са потомци на европейски благородници, други са европейци изпратени в Северна Америка с различни присъди, а трети са доброволни имигранти (или потомци на имигранти) от Европа. Евроамериканците са най-голямото расово малцинство в САЩ.